# (10252) Heidigraf
(10252) Heidigraf – planetoida z pasa głównego asteroid okrążająca Słońce w ciągu 4 lat i 299 dni w średniej odległości 2,85 j.a. Została odkryta 26 marca 1971 roku przez Cornelisa i Ingrid van Houtenów na płytach Palomar Schmidt wykonanych przez Toma Gehrelsa. Nazwa planetoidy pochodzi od Heidi Graf (ur. 1941), kierującej public relations Europejskiej Agencji Kosmicznej od 1977 do 2006 roku. Została zaproponowana przez F. P. Izraela. Przed nadaniem nazwy planetoida nosiła oznaczenie tymczasowe (10252) 4164 T-1.